# Famille Say
La famille Say est une famille subsistante d'ancienne bourgeoisie, originaire des Cévennes.
La famille, de confession protestante quitte la France, au XVIe siècle, pour Genève, avant de se réinstaller à Lyon au XVIIIe siècle.
Elle s'est particulièrement illustrée au XIXe siècle dans la personne de Jean-Baptiste Say, économiste libéral, qui eut une grande influence sur la compréhension de l'économie moderne.

## Historique
La famille Say trouve son originaire à Florac, en Lozère. Le patronyme est mentionné pour la première fois dans des actes notariés de la fin du XIIIe siècle.
Une partie de la famille, à partir de Jean-Baptiste Say, est protestante. Une exception toutefois, avec son frère, Louis, fondateur des sucreries, qui est catholique.
La famille protestante, en raison du contexte, notamment la révocation de l'édit de Nantes (1598), quitte Nîmes pour se réfugier à Genève.

## Filiation
```
Jean Say (1699-1777), marchand drapier, 
bourgeois de Genève
, il épouse Jeanne Mussard (1708-1752), dont Jean Étienne Say

Jean Étienne Say (1739-1806), négociant en soierie
× Françoise Castanet (1742-1789)
│
├─> 
Jean-Baptiste Say
 (1767-1832), économiste, industriel
│   × Julie Gourdel de Loche ((1767-1830)
│   │
│   ├─> 
Horace Émile Say
 (1794-1860), économiste
│   │   × Anne Chevreux (1801-1858)
│   │   │
│   │   └─> 
Léon Say
 (1826-1896), économiste et homme politique, président du 
Conseil général de Seine-et-Oise

│   │        × Geneviève Bertin (1839-1917)
│   │
│   ├─> Adrienne Say (1796-1857) 
│   │   × 
Charles Comte
 (1782-1837), avocat, journaliste et député de la Sarthe
│   │
│   ├─> Amanda Say (1803-1814)
│   │   
│   ├─> Octavie Say, dite Fanny (1804-1865)
│   │   ×  Charles Edmond 
Raoul Duval
 (1807-1893), dit Raoul-Duval, président de la Cour d’appel de Bordeaux et
│   │   │  sénateur de la Gironde
│   │   │
│   │   ├─> 
Edgar Raoul-Duval
 (1832-1887), avocat général à Nantes puis député de la Seine Inférieure et de l’Eure
│   │   │   × Catherine Foerster (1834-1822), dont postérité, notamment l'écrivain 
Marie Nimier
 (1957-)
│   │   │ 
│   │   ├─> 
Fernand Raoul-Duval
 (1833-1892), régent de la Banque de France, 
│   │   │   administrateur de la 
Société Nouvelle des Houillères et Fonderies de l'Aveyron
 (SNHFA) 
│   │   │   et président de la 
Société Minière du Tarn
 de 1881 à 1887
│   │   │   × Henriette Dassier (1840-1923)
│   │   │   ├─> René Raoul-Duval (1864-1916), mort de maladie au front en 1916
│   │   │   │   président de la Société d'Industrie minière d'Ekaterinovka, bassin du Donetz, Ukraine
│   │   │   │   président de la 
Société des Mines d'Albi
,
│   │   │   └─> Maurice Raoul-Duval (1866-1916), agriculteur et rédacteur en chef du 
Courrier du Centre
, tué à 
Verdun.
│   │   │  
│   │   └─> Lucy (1834-1870)
│   │       × 
Louis Sautter
 (1825-1912), ingénieur, industriel (
Sautter-Harlé
), dont postérité, notamment 
Christian Sautter
 
│   │   
│   └─> Alfred (1807-1864), négociant
│
├─> Denis André Say (1768-1769)
│
├─> Jean Honoré Say, dit Horace Say (1771-1799), chef de brigade à l'
École polytechnique
 de 1794 à 1796, puis commandant du génie, chef d’état major du 
général Caffarelli
. Mort au siège de Saint-Jean d'Acre
[
2
]

│
└─> 
Louis Say
 (1774-1840), créateur de la première raffinerie de sucre de betterave
    × Constance Maressal (1792-1861)
    │
    ├─> Gustave Say (1811-1849)
    │   × Hélène Robin, dont postérité
    │
    ├─> Achille Say (1812-1858), industriel
    │   × Fanny Étienne (1823-1864)
    │   │─> Marie Say (1846-1878)
    │   │  ×  Ernest Arnous-Rivière
    │   │
    │   │─> Hyppolyte (1847-1849)
    │   │
    │   │─> Louise (1849-1902)
    │   │  × Léonce Arnous-Rivière
    │   │
    │   │─> Edouard Say (1850-1905)
    │   │  × Francine Cadou
    │   │  └> Jean-Baptiste Say (1893-1941)
    │   │     × Suzanne Joüon
    │   │       └>Jean-Baptiste Say (1926-2009)
    │   │       │ │ × Michelle Séguineau de Préval
    │   │       │ │─> Oldéric Say
    │   │       │ │   × 
    │   │       │ │─>Lionel Say 
    │   │       │ │   ×
    │   │       │ └─>Arthur Say
    │   │       │        ×
    │   │       └>Arlette Say
    │   │         x François Buet
    │   │
    │   │─> Achille Say (1851-1922)
    │   │  × Alice Lauriol (fille de 
Gabriel Lauriol
)
    │   │
    │   │─> Gabriel Say (1853-1856)
    │   │
    │   └─> Baptistine Say (1856-1916)
    │      × Louis, 
comte
 de Ghaisne de Bourmont (1848-1921)
    │
    ├─> Constant André Say (1816-1871)
    │   │
    │   └─> Jeanne Say (1848-1916), marquise 
Roland de Cossé-Brissac
 puis comtesse Christian de Trédern│
    │   │
    │   └─> 
Marie Charlotte Say
 (1857-1943), princesse Amédée de 
Broglie
, puis épouse du prince 
Louis-Ferdinand d'Orléans
, infant d'Espagne
    │   │
    │   └─> Henri Say (1855-1899)
    │
    └─> Louis Octave Say (1820-1857)
           × Octavie Étienne (1831-1902)
           └> 
Louis Jean-Baptiste Say
 (1852-1915), créateur de 
Port-Say
```

## Portraits

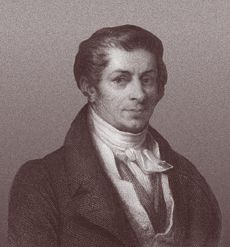
Jean-Baptiste Say (1767-1832)
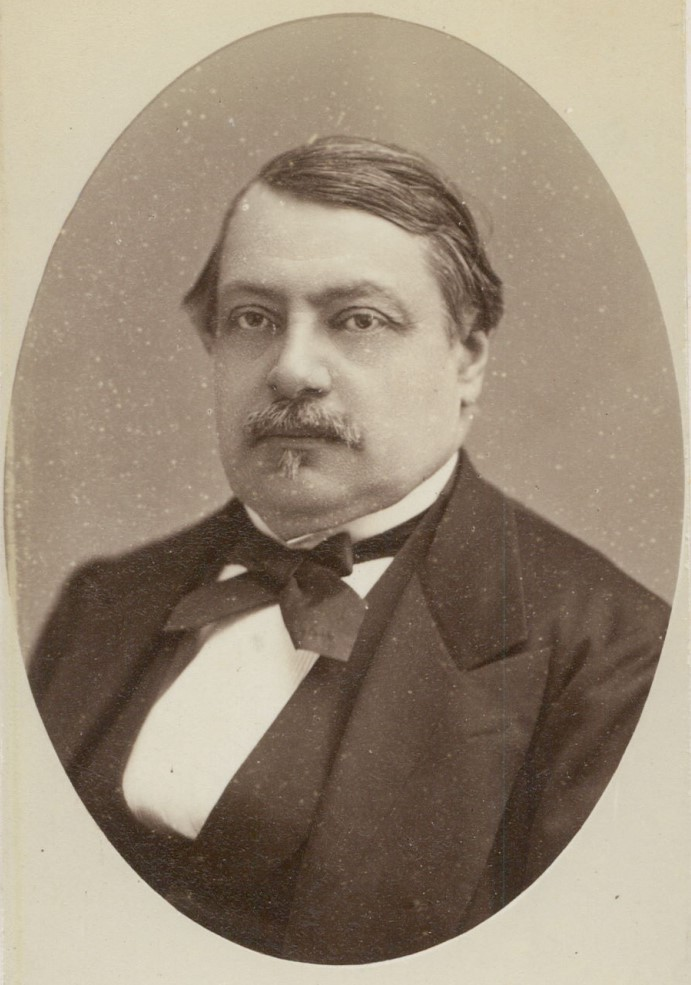
Léon Say (1826-1896)

## Armoiries
| Blason | Blasonnement : Ecartelé au 1 et 4 d'azur à l'ancre d'or, au 2 et 3 de gueules à la bande d'hermine.[réf. incomplète] |